# Massonnens
Massonnens (frp. Machounin) – gmina (fr. commune; niem. Gemeinde) w Szwajcarii, w kantonie Fryburg, w okręgu Glâne.

## Demografia
W Massonnens mieszka 548 osób. W 2020 roku 14,8% populacji gminy stanowiły osoby urodzone poza Szwajcarią.